# Polihidroxialcanoato

Estructura del poli-(R)-3-hidroxibutirato (P3HB), un polihidroxialcanoato

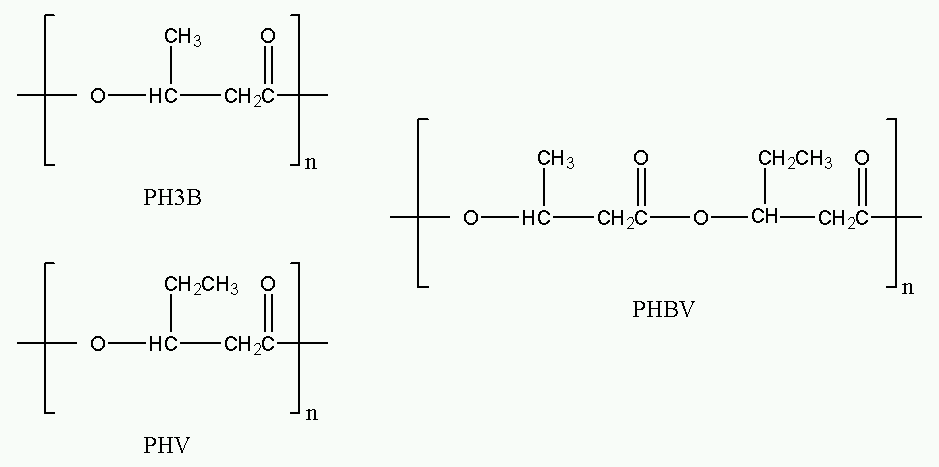
Estructuras químicas del P3HB, PHV y sus copolímero PHBV

Los Polihidroxialcanoatos o PHA son poliésteres lineales producidos en la naturaleza por la acción de las bacterias por fermentación del azúcar o lípidos. Las bacterias los producen como mecanismo de almacenamiento de carbono y energía. Más de 150 monómeros diferentes se pueden combinar para dar este tipo de materiales con propiedades extremadamente diferentes.  Estos plásticos son biodegradables y se usan en la producción de biopolímeros.
Pueden ser materiales termoplásticos o elastómeros, con puntos de fusión de entre 40 y 180 °C.
Las propiedades mecánicas y biocompatibilidad del PHA también se puede cambiar mediante la mezcla, la modificación de la superficie o la combinación de PHA con otros polímeros, enzimas y materiales inorgánicos, por lo que es posible para una gama más amplia de aplicaciones.

## Estructura de los PHAs
Los polihidroxialcanoatos más comunes son el P3HB (ácido polihidroxibutírico), el PLA (Poliácido láctico o polilactida), el PGA (Ácido poliglicólico), el P3HV (poly(3-hidroxivalerato)) y el P(3-HHx) (poli(3-hidroxihexanoato)).
Dependiendo de la longitud de la cadena lateral, tres tipos de PHAs se pueden diferenciar:
- Si R contiene de 1-2 átomos de carbono se llaman PHAs de cadena lateral corta, denominados scl-PHA (del inglés short chain length-PHA)

- Si R contiene de 3 a 13 átomos de carbono se llaman PHAs de cadena lateral media, denominados mcl-PHA (medium chain length-PHA)

- Si R comprende más de 14 átomos de carbono se llaman PHAs de cadena lateral larga, denominados lcl-PHA (long chain length-PHA)

. 
| Valor de m | Clase de PHA | Naturaleza de R | Nombre del PHA                                                         | Abreviación             |
| ---------- | ------------ | --------------- | ---------------------------------------------------------------------- | ----------------------- |
| m=0        | -            | R=H             | Ácido poliglicólico                                                    | PGA                     |
| m=0        | -            | R=CH3           | Poliácido láctico o polilactida                                        | PLA                     |
| m=1        | PHA-scl      | R=H             | Poli(3-hidroxipropionato) o Poli(β-hidroxipropionato)                  | P3HP o PβHP             |
| m=1        | PHA-scl      | R=CH3           | Poly(3-hidroxibutirato) o poli(β-hidroxibutirato)                      | P3HB o PβHB             |
| m=1        | PHA-scl      | R=C2H5          | Poli(3-hidroxivalerato) o poli(β-hidroxivalerato)                      | P3HV o PβHV             |
| m=1        | PHA-mcl      | R=C3H7          | Poli(3-hidroxihexanoato) opoli(β-hidroxihexanoato)                     | P(3HHx) ou P(βHHx)      |
| m=1        | PHA-mcl      | R=C5H11         | Poli(3-hidroxioctoato) o poli(β-hidroxioctoato)                        | P(3HO) o P(βHO)         |
| m=1        | PHA-lcl      | R=C15H31        | Poli(3-hidroxioctadecanoato) o poli(β-hidroxioctadecanoato)            | P3HOD o PβHOD           |
| m=2        | PHA-scl      | R=H             | Poli(4-hidroxibutirato) o poli(γ-hidroxibutirato)                      | P4HB o PγHB             |
| m=2        | PHA-scl      | R=CH3           | Poli(4-hidroxivalerato) o poli(γ-hidroxivalerato)                      | P4HV o PγHV             |
| m=3        | PHA-scl      | R=H             | Poli(5-hidroxivalerato) o poli(δ-hidroxivalerato) o polibutirolactona  | P5HV o PδHV o PBL       |
| m=4        | PHA-scl      | R=H             | Poli(6-hidroxihexanoato) o poli(ε-hidroxihexanoato) o Policaprolactona | P(6HHx) o P(εHHx) o PCL |

Estructura del poli-(R)-3-hidroxibutirato (P3HB)
Estructura del poli-3-hidroxivalerato (PHV)
Estructura del poli-4-hidroxibutirato (P4HB)

Estructura del poli-(R)-3-hidroxibutirato (P3HB), un polihidroxialcanoato

## Biosíntesis

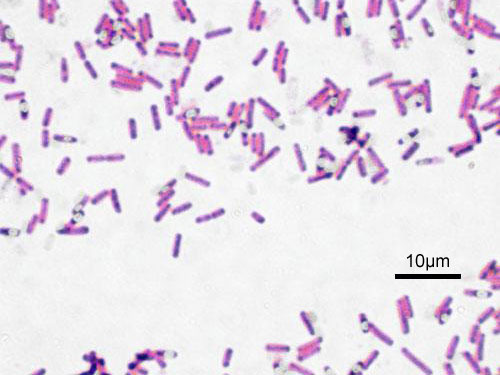
Ciertas cepas de Bacillus subtilis se pueden utilizar para producir polihidroxialcanoatos

Para producir PHA, se hace un cultivo de un microorganismo tal como Alcaligenes eutrophus, se coloca en un medio adecuado y con los nutrientes apropiadas de modo que se multiplique rápidamente. Una vez que la población ha alcanzado un nivel considerable, la composición de nutrientes se cambia para forzar al microorganismo para sintetizar PHA. El rendimiento de PHA obtenido de las inclusiones intracelulares puede ser tan alto como del 80% del peso seco del organismo.
La biosíntesis de PHA es generalmente causada por ciertas condiciones de deficiencia (por ejemplo, falta de macroelementos, tales como fósforo, nitrógeno, elementos traza, o la falta de oxígeno) y el exceso de oferta de fuentes de carbono.
Los poliésteres se depositan en forma de gránulos altamente refractivos en las células. Dependiendo del microorganismo y las condiciones de cultivo, se generan homo-o copoliésteres con diferentes ácidos hydroxialcanicos. Los gránulos de PHA se recuperan entonces mediante la interrupción de las células.
La forma más sencilla y común de producción de PHA es la fermentativa de Polihidroxibutirato (poli-3-hidroxibutirato, P3HB), que está formada por la repetición de entre 1000 y 30000 monómeros de ácidos grasos hidroxilados.

### Extracción de PHA de las bacterias
Los gránulos de PHA pueden aislarse mediante distintos métodos:
- Extracción con disolventes orgánicos (halogenados o no).
- Digestión del material de la célula que no sea de PHA por medio de agentes tensioactivos, hipoclorito de sodio, enzimas...
- Extracción mecánica usando molinos de bolas u homogeneizadores de alta presión.

Otro método de síntesis que comprende el uso in vitro de PHA sintasas permite obtener el polímero en agua a temperatura ambiente al tiempo que limita los procedimientos de extracción y de purificación necesarios con cultivos bacterianos.

## Síntesis química
Los PHAs también pueden ser sintetizados por polimerización de apertura de anillo. Esta técnica permite obtener PHA particular sin restos de material celular bacteriana. Sin embargo es muy difícil de obtener que lactonas estereoquímicamente puras y masas molares comparables a los polímeros bacterianos.
En el caso de PHB, se utiliza la β-butirolactona. Es a través de este método como se obtiene el P3HB sindiotáctico.

## Producción industrial
En la producción industrial de PHA, el poliéster se extrae y purifica a partir de las bacterias mediante la optimización de las condiciones de la fermentación microbiana de azúcar o glucosa.
En la década de 1980, Imperial Chemical Industries desarrolló el  "Biopol". Se vende bajo el nombre de "Biopol" y distribuido en los EE. UU. por Monsanto y después Metabolix.
Como materia prima para la fermentación, no solo se pueden utilizar carbohidratos tales como glucosa y sacarosa, sino también aceite vegetal o glicerina a partir de la producción de biodiésel. Los investigadores de la industria están trabajando en métodos con los que los cultivos transgénicos se desarrollarán rutas de síntesis que expresa la PHA por bacterias y por lo producen PHA como el almacenamiento de energía en sus tejidos. 
El PHA se procesa principalmente mediante moldeo por inyección, extrusión y extrusión de burbujas en películas y cuerpos huecos.

## Propiedades de estos materiales
Los polímeros de PHA son termoplásticos, pueden ser procesadas en equipos de procesamiento convencionales, y son, dependiendo de su composición: dúctiles y más o menos elásticos. Difieren en sus propiedades en función de su composición química (homo-o copoliéster, etc). Los PHAs son solubles en disolventes halogenados tales cloroformo o diclorometano.
Son estables a la radiación UV, en contraste con otros bioplásticos a partir de polímeros tales como ácido poliláctico. Muestran una baja permeabilidad al agua. 
El PHB es similar en propiedades a los materiales de polipropileno (PP).

## Aplicaciones
Debido a su biodegradabilidad y su potencial para crear bioplásticos con propiedades novedosas, existe gran interés en desarrollar el uso de materiales basados en PHA. PHA encaja en la economía verde como un medio para crear plásticos a partir de fuentes de combustibles no fósiles. Además, se está llevando a cabo una investigación activa para la biotransformación "upcycling" de residuos plásticos (tereftalato de polietileno y poliuretano) en PHA utilizando la bacteria Pseudomonas putida.
Potencialmente se usa en la industria farmacológica y médica por su propiedades de biodegradabilidad e impermeabilidad al agua.